# Nivište
Nivište (makedonsky: Нивиште, albánsky: Nivisht) je vesnice v Severní Makedonii. Nachází se v opštině Mavrovo a Rostuša v Položském regionu. 
Podle sčítání lidu v roce 2021 ve vesnici nikdo nežije.  